# Danisha Theocharis
Danisha Theocharis (Heerenveen, 19 juni 2005) is een voetbalspeelster uit Nederland. Ze speelt als middenvelder voor Sc Heerenveen.

## Carrière
Theocharis begon haar carrière bij de Heerenveense Boys in Heerenveen. In 2018 stapte ze over naar Sc Heerenveen.
Op 23 september 2023 maakte Theocharis haar debuut voor Sc Heerenveen in de Vrouwen Eredivisie in een thuiswedstrijd tegen VV Alkmaar door in te vallen voor Dewi Snippe in de 46ste minuut.
Theocharis tekende haar eerste contract voor Sc Heerenveen op 3 juli 2023.

## Statistieken
| Seizoen    | Club          | Land      | Competitie | Wedstrijden | Doelpunten |
| ---------- | ------------- | --------- | ---------- | ----------- | ---------- |
| 2022-heden | Sc Heerenveen | Nederland | Eredivisie | 16          | 0          |
| Totaal     | Totaal        | Totaal    | Totaal     | 16          | 0          |

Laatste update: 4 januari 2024